# Atomówki – film
Atomówki - film (ang. The Powerpuff Girls Movie) – amerykański film animowany bazujący na popularnym serialu animowanym pod tym samym tytułem. Film został wyprodukowany przez Cartoon Network dla Warner Bros. W Polsce wyświetlany był na antenie HBO i TVN Siedem.

## Opis fabuły
Historia filmu rozpoczyna się, kiedy profesor Atomus postanawia stworzyć idealne dziewczynki z cukru, słodkości i różnych śliczności, ale zostaje popchnięty przez laboratoryjną małpkę Jojo, rozbijając naczynie ze Związkiem X, który dostaje się do przygotowanej mieszaniny. W wyniku eksperymentu narodziły się trzy dziewczynki zwane Atomówkami. Od tej pory Bójka, Bajka i Brawurka postanawiają poświęcić życie w walce ze złem i występkiem, walcząc z Mojo Jojo, który chce zawładnąć światem.

## Obsada
- Cathy Cavadini – Bójka
- Tara Strong – Bajka
- E.G. Daily – Brawurka
- Roger L. Jackson – Mojo Jojo
- Tom Kane – Profesor Atomus
- Tom Kenny –
  - Burmistrz,
  - Narrator,
  - Mały Arturo,
  - Wężyk
- Jennifer Hale – Panna Keane
- Jennifer Martin – Sara Bella
- Jeff Bennett – 
  - As,
  - Billy,
  - Gruby